# Капон Бриџ (Западна Вирџинија)
Капон Бриџ (енгл. Capon Bridge) град је у америчкој савезној држави Западна Вирџинија.

## Демографија
По попису из 2010. године број становника је 355, што је 155 (77,5%) становника више него 2000. године.
| Група             | 2000.       | 2010.       |
| Белци             | 197 (98,5%) | 340 (95,8%) |
| Афроамериканци    | 2 (1,0%)    | 6 (1,7%)    |
| Азијати           | 0 (0,0%)    | 0 (0,0%)    |
| Хиспаноамериканци | 0 (0,0%)    | 11 (3,1%)   |
| Укупно            | 200         | 355         |